# Erica brachyphylla
Erica brachyphylla är en ljungväxtart som först beskrevs av George Bentham, och fick sitt nu gällande namn av E.G.H. Oliver. Erica brachyphylla ingår i släktet klockljungssläktet, och familjen ljungväxter. Inga underarter finns listade i Catalogue of Life.